# Mlaștina Hărman
Mlaștina Hărman este o arie protejată de interes național ce corespunde categoriei a IV-a IUCN (rezervație naturală, tip botanic) sitată în județului Brașov, pe teritoriul administrativ al comunei Hărman.

## Localizare
Aria naturală cu o suprafață de 2 hectare se află în partea central-estică a Depresiunii Brașovului (regiune istorică și etnografică din sud-estul Transilvaniei cunoscută sub denumirea de Țara Bârsei), în extremitatea estică a județului Brașov, în partea vestică a satului Hărman și cea sudică a Dealului Lempeș (rezervație naturală de tip botanic și pesagistic), în imediata apropiere a drumului județean (DJ112A) care leagă Hărmanul de localitatea Bod.

## Descriere
Rezervația naturală a fost declarată arie protejată prin Legea Nr.5 din 6 martie 2000 (privind aprobarea Planului de amenajare a teritoriului național, Secțiunea a III-a - zone protejate) și reprezintă o arie naturală în lunca Oltului (mlaștini și terase de luncă alcătuite din nisipuri, pietrișuri și argile) străbătută de câteva pâraie (Hușbor, Părăul de sub Coastă, Valea Morilor) ale căror ape au creat condiții prielnice supraviețuiri a mai multor specii floristice, relicte glaciare..

## Biodiversitate
Aria naturală adăpostește o mare varietate floristică incluzând peste 150 de relicte glaciare, dintre care unele foarte rare sau endemice pentru Țara Bârsei.

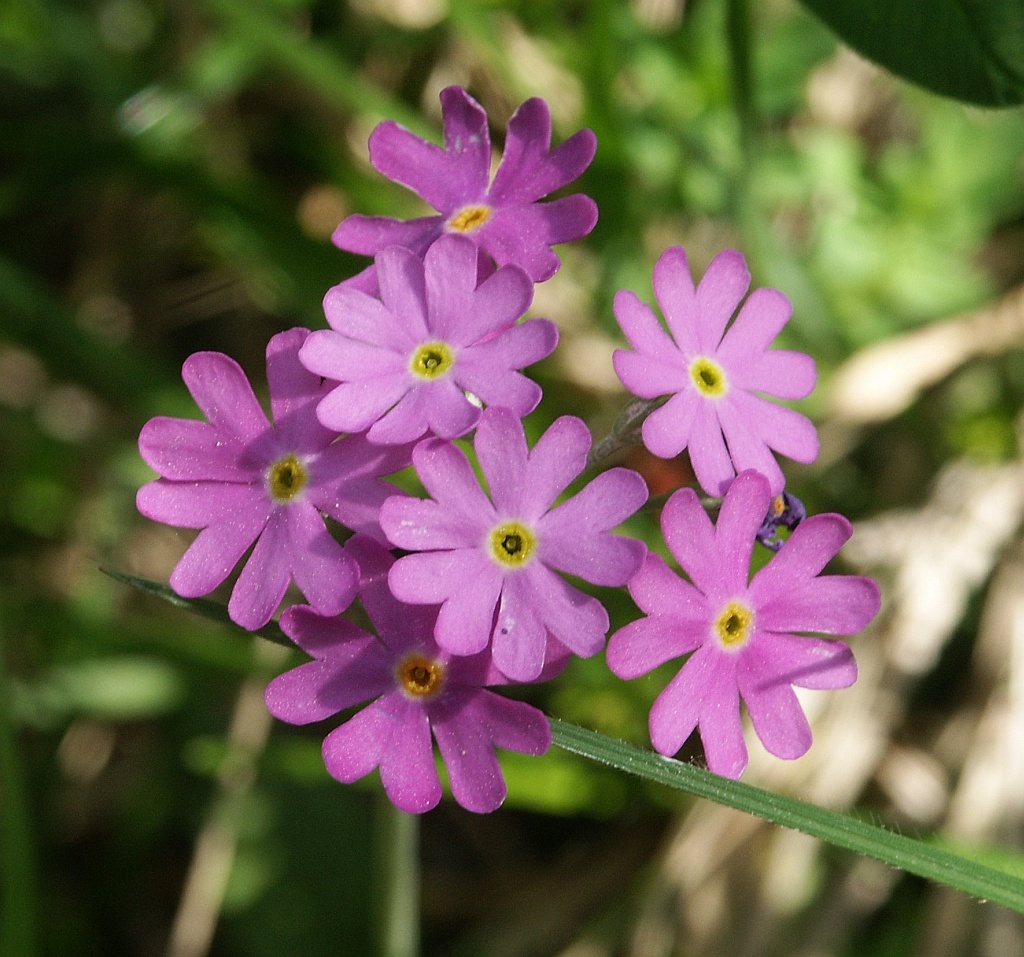
Ochii-broaştei (Primula farinosa)

### Floră
Printre speciile floristice semnalate în arealul rezervației pot fi amintite: o subspecie endemică de armeria (Armeria barcensis) , bumburez (Schoenus nigricans), laleaua pestriță (Fritillaria meleagris) , darie (Pedicularis sceptrum-carolinum), gențiană mov (Swertia perennis), gălbinele/curechi de munte (Ligularia sibirica), drețe (Callitriche palustris), o orhidee din specia Orchis incarnata, ochii-broaștei (Primula farinosa), ghințură (Gentiana pneumonanthe), otrățel (Utricularia vulgaris), roua cerului (Drosera anglica).
Ierburile sunt prezente cu specii de: pipirig (Schoenoplectus setaceus), iarbă albastră (Molinia coerulea), trestie de câmp (Calamagrostis neglecta) sau tufe de Cladium mariscus.

## Căi de acces
- Drumul național DN11 Brașov - Hărman, de aici se continuă pe drumul județean DJ112A (spre Bod), la ieșire din localitate pe partea stângă a șoselei se află rezervația.
- Drumul județean DJ112A pe ruta Codlea - Bod - Hărman (înainte de intrare în sat, pe partea dreaptă se ajunge în rezervație).

## Obiective turistice
În vecinătatea rezervației naturale se află mai multe obiective de interes turistic (monumente istorice, lăcașuri de cult, arii naturale protejate), astfel:

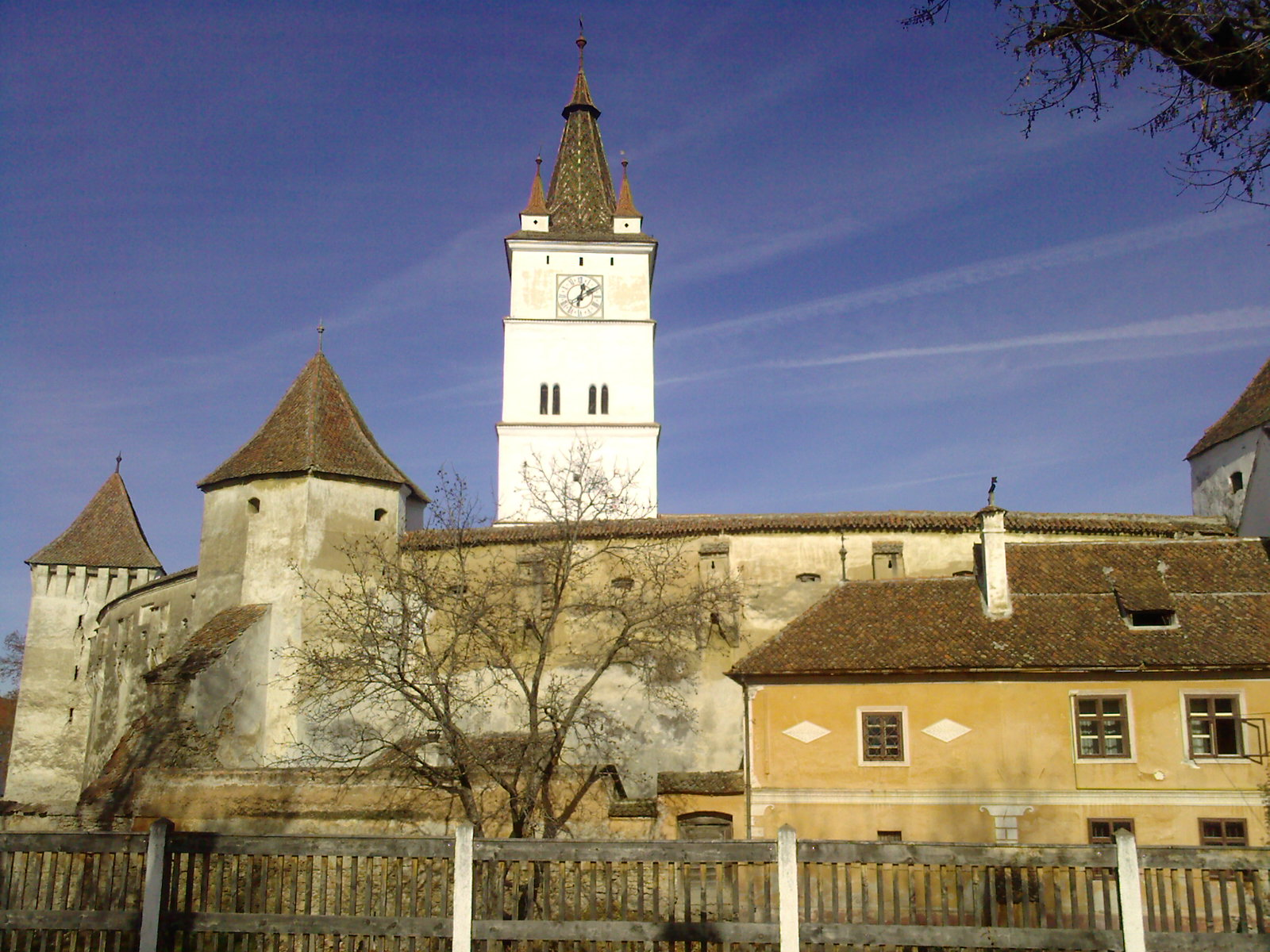
Ansamblul bisericii evanghelice fortificate din Hărman

- Biserica evanghelică din Hărman (monument istoric, secolul al XIII-lea) cu portal principal (realizat în stil gotic) pe fațada vestică și fortificație (triplu cordon de curtine concentrice) ridicată în secolul al XIV-lea
- Ansamblul bisericii evanghelice fortificate din Prejmer (monument istoric, secolul al XIII-lea) alcătuit din biserică, fortificație, două turnuri, două bastioane, drum de apărare și turn de poartă.
- Biserica Evanghelică-Luterană din Bod (monument istoric) este  construită în jurul anului 1300 și restaurată în 1710, dar se prăbușește în anul 1802 în urma unui cutremur, urmând ca între anii 1804-1806, pe fundația bisericii vechi, să fie construit actualul lăcaș de cult[8]
- Dealul Cetății Lempeș arie naturală protejată ce ocupă o suprafață de 274,50 hectare din teritoriul central-estic aflat în administrația comunei Sânpetru
- Pădurea și mlaștinile eutrofe de la Prejmer (rezervație naturală de tip botanic ce adăpostește ecosisteme acvatice și terestre)